# Zwei Halleluja für den Teufel
Zwei Halleluja für den Teufel (Originaltitel: Abre tu fosa, amigo… llega Sábata) ist ein spanisch-italienischer Italowestern des spanischen Regisseurs Juan Bosch. Die deutsche Erstaufführung war am 21. Oktober 1972.

## Handlung
Großgrundbesitzer Miller hat noch nicht genug: Mit Terror und Erpressung versucht er, kleinere Rancher zu zwingen, ihm sein Land günstig zu überlassen. Als Ranchersohn Steve McGowan, dessen Vater von Millers Leuten sogar getötet wurde, vom korrupten Sheriff ins Gefängnis gesteckt wird, verbündet sich McGowan mit dem Banditen Leon Pompero, den er dort kennengelernt hat, um den Mord an seinem Vater zu rächen. McGowan und Pompero gelingt die Flucht, woraufhin Miller den Pistolenhelden Sabata engagiert, um die Widersacher zu eliminieren. Etwas komplizierter wird die Sache, als sich Steve in Millers Verlobte Helen verliebt, die sich in der Postkutsche befindet, in der McGowan und Pompero flüchten. Während der Reise wird sich Helen über den wahren Charakter Millers und McGowans klar. Nachdem es Millers Leuten gelungen ist, beide Flüchtenden erneut festzusetzen, können sie wiederum entkommen, wobei McGowan Sabata erschießt und mit Helen in eine andere Gegend zieht. Pompero erhält vom inzwischen ebenfalls getöteten Miller genug Nachlass für ein sorgenfreies Leben.

## Kritik
„Unterdurchschnittlicher Italo-Western mit einigen Brutalitäten.“

„Unterdurchschnittlicher Rache-Western“

## Bemerkungen
Der italienische Titel des Films ist Sei già cadavere amigo… ti cerca Garringo.